# 조너선 레저
조너선 레저(Jonathan Legear)는 벨기에의 축구선수로, 현재 미드필더로 활동하고 있다.